# Ctenochira basipectinata
Ctenochira basipectinata là một loài tò vò trong họ Ichneumonidae.